# Eduard Pütsep
Eduard Pütsep, né le 21 octobre 1898 à Vastseliina (Estonie) et mort le 22 août 1960 à Kuusamo (Finlande), est un lutteur gréco-romain de nationalité estonienne.

## Palmarès
Il obtient la médaille d'or olympique en 1924 à Paris en catégorie poids coq. Il remporte la médaille d'argent aux Championnats du monde à Stockholm en 1922.
Au niveau continental, il remporte la médaille d'argent en catégorie poids coq en 1927.